# جيلنهآوزن
بَلْدَة جِيلِنهَآُوزِن (بالأَلمانِيَّة: Gemeindefreies Gellnhausen) هي بَلدَة أَلمانِيَّة حُرَّة في مِنطَقَة كُوبُورَغٌ التَّابِعة لِمُحافظة فرانكُونيا العُليا في وِلاَية باڤارِيا في جُمهُوريَّة أَلمَانيَا الاِتّحاديّة بمِساحة تُقَدَّر بحَوالَي 3 كم2.